# Hunjiang (rivière)
Pour les articles homonymes, voir Hunjiang et Hun.
Le Hunjiang (浑江 ; aussi appelé Hun) est le plus grand affluent du Yalou, le fleuve marquant la frontière entre la Chine et la Corée du Nord. Il prend sa source dans les monts Longgang du district de Jiangyuan à 850 m d'altitude, puis s'écoule vers le sud-ouest et traverse les villes de Baishan et de Tonghua dans le Jilin. Il passe ensuite dans le Liaoning où il traverse le lac artificiel de Huanren (87,55 km²) au pied du mont Wunu, le lieu de naissance du royaume de Koguryo et ensuite la ville de Huanren. Son cours devient alors plus méandreux et s'oriente vers le sud, puis l'est, passant près des bourgs de Xiangyang, Budayuan, Xialuhe dans le xian de Kuandian. Il rejoint le Yalou au niveau du village de Hunjiang à 100 m d'altitude.
Au total, la rivière parcourt 446 km et draine un bassin de 15 381 km². Le débit annuel moyen est de 245 m³/s.
Le Hunjiang présente un réseau hydrographique dendritique et a donc de nombreux affluents. Les principaux sont le Hongtuya (57 km) à Baishan, le Hani (137 km) à Tonghua, et le Fu'er (108 km) au lac de Huanren.

## Régime et aménagement
Comme dans le reste de la région, le Hunjiang est soumis à un climat continental humide avec des hivers particulièrement froids: la température peut descendre jusqu'à -42 °C (à Sanchazi dans le Jilin) et la rivière est généralement gelée de fin novembre à début mars. À son maximum, l'épaisseur de la glace est proche de 1 mètre. Les étés sont chauds et pluvieux: la température peut atteindre 42 °C (à Huanren) et 70 % des précipitations annuelles tombent entre juin et septembre. Au total, les précipitations annuelles s'élèvent à 858 mm et l'évaporation à 685 mm.
Dans l'ensemble du bassin, les dix principaux réservoirs offrent une capacité de stockage de 4,06 milliards de mètres cubes. En 2004, ils étaient reliés aux centrales électriques de Wanwanchuan, Longgang, Dongjiang, Huanren, Xijiang, Fengming, Dongfanghong, Huilongshan, Taipingshao, Shuangling et Jinshao avec une puissance installée de 591,2 MW. correspondant à une production annuelle d'électricité de 1674 GWh. Les plus notables sont celles de Huanren (222 MW depuis 1972), Huilongshan (72 MW depuis 1974) et Taipingshao (161 MW depuis 1979).
Guanshui, Shicheng et Dabao (ces deux derniers se trouvent sous la juridiction de la ville-district de Fengcheng), puis forme la limite entre le xian de Kuandian  et le district de Zhen'an jusqu'à sa confluence avec le Yalou. Dans ses derniers kilomètres, la rivière se sépare en deux branches à peu près parallèles, la branche orientale aboutissant rapidement au Yalou au pied de la grande muraille de Hushan tandis que la branche occidentale ne le rejoint qu'aux portes de Dandong. Au total, la rivière parcourt 182 km et draine un bassin de 6037 km²[réf. nécessaire]. En raison du climat prévalant dans le Liaoning, elle gèle en  hiver et a ses hautes eaux en juillet et en aout. Le débit annuel moyen est de 97 m³/s. Elle compte depuis peu neuf centrales hydroélectriques avec une puissance installée  de 9368 kW et une production annuelle de 34,71 millions de kilowattheures.
Ses principaux affluents sont le Niumaosheng à Guanshi, le Badao à Dabao et le Caohe près de Fengcheng.

Le Hunjiang de la source vers le confluent
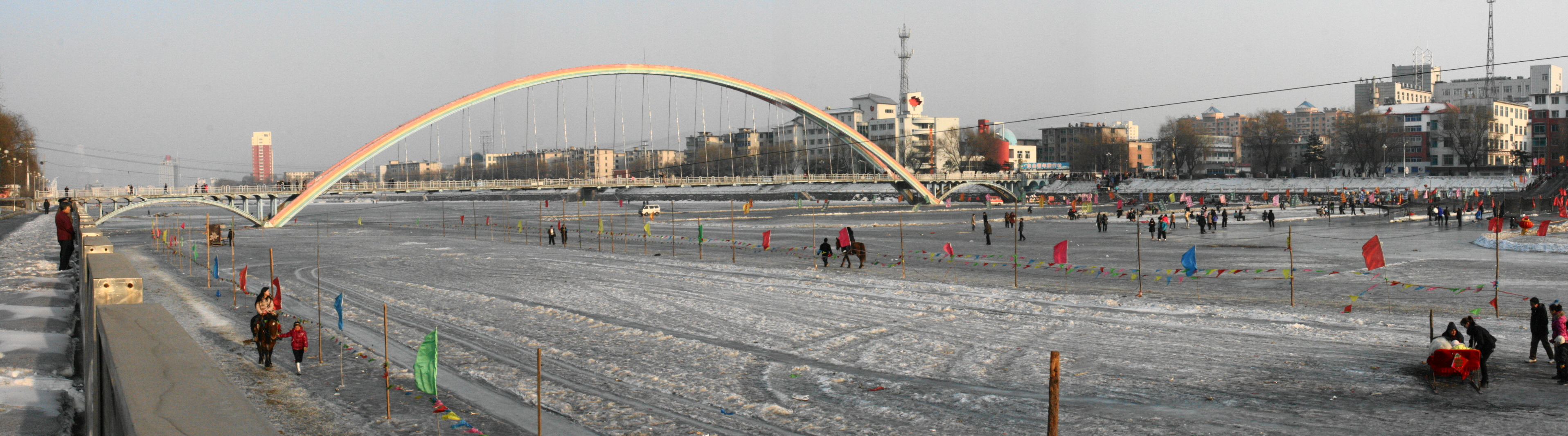
Le festival du printemps à Baishan sur la rivière gelée
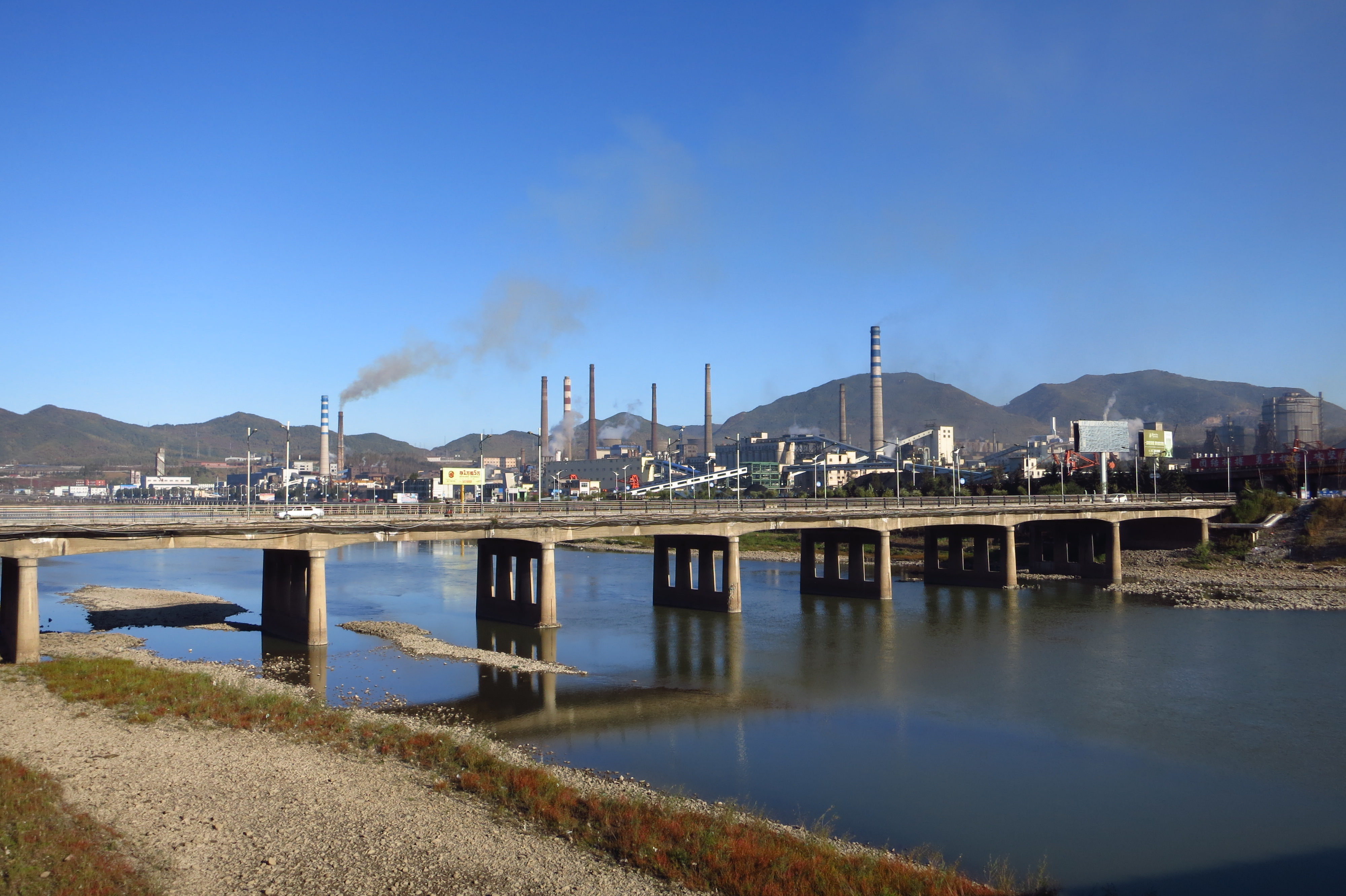
A l'entrée de Tonghua
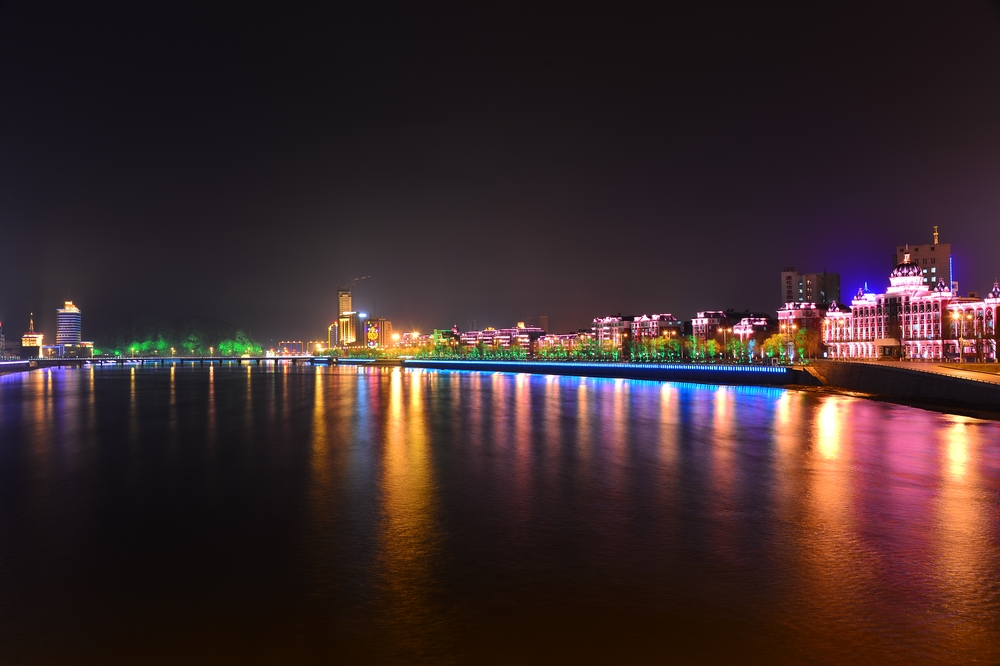
Tonghua de nuit
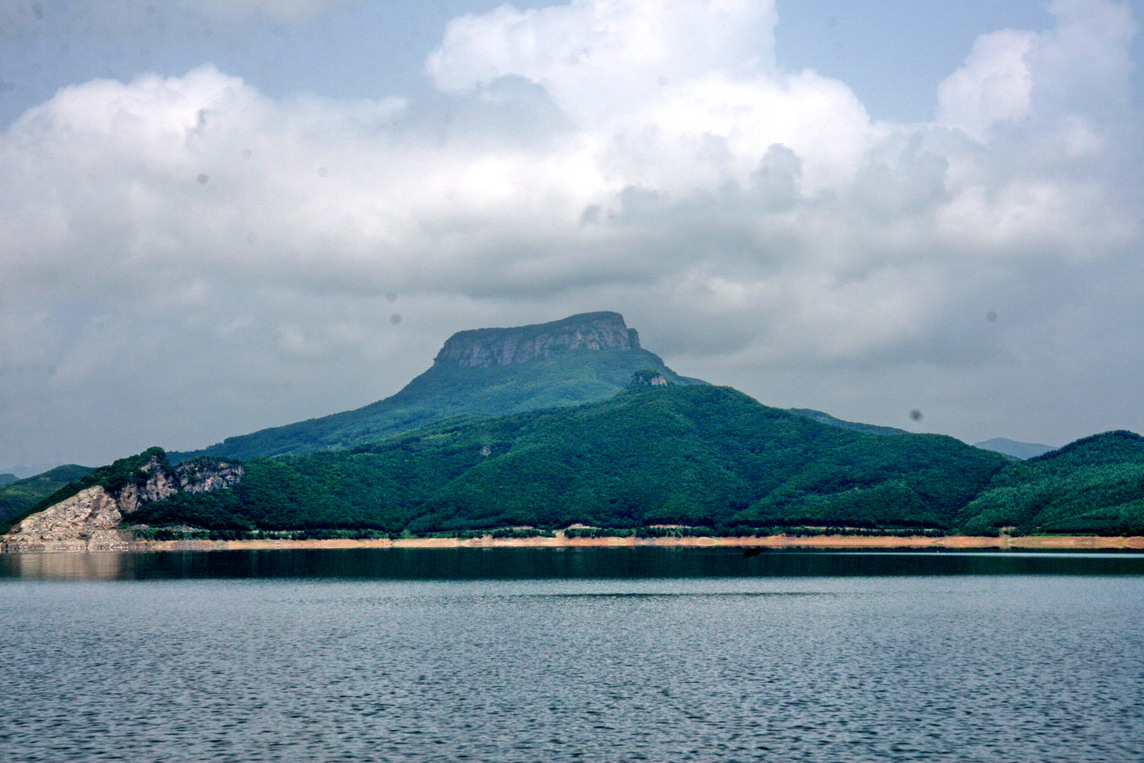
Le mont Wunu et le lac de Huanren
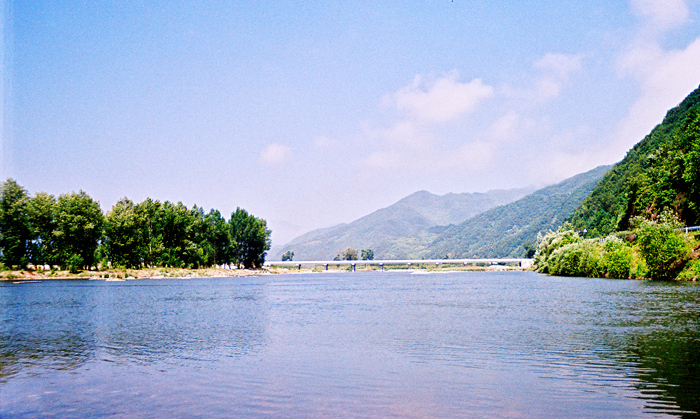
Près du barrage de Huilongshan